# Księginice Wielkie
Księginice Wielkie (niem. Groß Kniegnitz) – wieś wielodrożnica w Polsce położona w województwie dolnośląskim, w powiecie strzelińskim, w gminie Kondratowice, położona na południowych stokach Wzgórz Dębowych na wysokości 175–192 m.
W latach 1975–1998 miejscowość administracyjnie należała do województwa wrocławskiego.
Od kilku sezonów istnieje we wsi drużyna Ludowy Klub Sportowy Księginice Wielkie (piłka nożna), obecnie w klasie rozgrywkowej "A".
We wsi był przystanek kolejowy Księginice Wielkie.

## Zabytki
Do wojewódzkiego rejestru zabytków wpisany jest:
- kościół filialny pw. św. Jana Chrzciciela, wzniesiony na przełomie XV i XVI w. na miejscu wcześniejszego, wzmiankowanego już w 1295 r. Kościół został przebudowany w XVIII w. i restaurowany w XIX w. W 2000 roku elewacja została odnowiona i kościół prezentuje się bardzo okazale. We wnętrzu znajduje się barokowy ołtarz z 1720 r., chrzcielnica drewniana z początku XX w., ambona z XVIII w. (barokowa, w narożach ambony znajdują się postacie czterech ewangelistów.

inne zabytki:
- zabytkowe budynki mieszkalne z XIX w.
- znaleziska archeologiczne ujawniają ceramikę z okresu kultury łużyckiej

## Osoby związane z miejscowością
- Jan Adam Steinmetz – teolog luterański, urodził się w 1689 r. w Księginicach Wielkich

## Szlaki turystyczne
- Strzelin – Szańcowa – Gościęcice Średnie – Skrzyżowanie pod Dębem – Gromnik – Dobroszów – Kalinka – Skrzyżowanie nad Zuzanką – Źródło Cyryla – Ziębice – Lipa – Rososznica – Stolec – Cierniowa Kopa – Kolonia Bobolice – Kobyla Głowa – Karczowice – Podlesie – Ostra Góra – Starzec – Księginice Wielkie – Sienice – Łagiewniki – Oleszna – Przełęcz Słupicka – Sulistrowiczki – Ślęża – Sobótka[7]